# 杉山滋美
杉山 滋美（すぎやま しげみ、8月4日 - ）は、日本の女性声優。アプトプロ所属。静岡県出身。

## 略歴
子供の頃は「悟空は絵が喋っているんだ」、「星野鉄郎は鉄郎がしゃべっているんだ」と思っていたが、その後はそれらを人物が喋り、絵にアテていることを知った。その少年のキャラクターたちを女性声優が喋っていると知り、そのキャラクターたちを演じていた野沢雅子で初めて衝撃を受けた。
Doa The・声優塾出身。
以前はDoaプロダクション、シグマ・セブンe、マック・ミックに所属していた。

## 人物
特技・趣味は身近な人のモノマネ、好きな戦国武将の最新情報を探す、癒し図書館を巡る。

## 出演

### テレビアニメ
- 妖狐×僕SS（女性4）
- wind -a breath of heart-（女子高生）
- ケイタとピースケの大冒険（トオル）
- たまゆら〜hitotose〜（子供）
- パパのいうことを聞きなさい!（おばさん）
- BLAZBLUE ALTER MEMORY（子供）
- ラブゲッCHU 〜ミラクル声優白書〜（少年）

### ゲーム
- OVER THE MONOCHROME RAINBOW featuring SHOGO HAMADA（同僚D）
- SIREN:New Translation（蚕子）
- SUDEKI（ナッサリア）
- ファイナルファンタジー クリスタルクロニクル リング・オブ・フェイト（リッチ）
- ファイナルファンタジー クリスタルクロニクル クリスタルベアラー（リルティ、セルキー族）
- FRONT MISSION5 Scars of the War
- ワイルドアームズ クロスファイア（ナナサト）
- 百年戦記 ユーロ・ヒストリア（ルカ 他）

### 吹き替え

#### 担当女優
キム・ヘスク
- 暗殺（マダム）
- 王の運命 -歴史を変えた八日間-（仁元王后）
- 師任堂、色の日記（キム・ジョンヒ）
- 世界で一番可愛い私の娘（パク・ソンジャ）
- トンネル 闇に鎖された男（長官）

#### 映画
- アーミー・オブ・ザ・デッド（スイマー[7]）
- 愛の行方（アン）
- イングリッシュ・ペイシェント（ハンプトン夫人）※Netflix版
- サード・パーソン
- 新感染 ファイナル・エクスプレス（ジョンギル〈パク・ミョンシン〉）
- トゥモロー・ウォー（ノラ〈メアリー・リン・ライスカブ〉[8]）
- バーフバリシリーズ（シヴァガミ〈ラムヤ・クリシュナ〉）
  - バーフバリ 伝説誕生
  - バーフバリ 王の凱旋
- ピーターラビット（ピーターの母[9]）
- ムトゥ 踊るマハラジャ（シヴァガーミヤンマール〈ジャヤバーラティ〉[10]）
- ロニートとエスティ 彼女たちの選択
- ワイルド・スピード/スーパーコンボ（ホブス夫人[11]）

#### ドラマ
- イップ・マン（イップ夫人）
- ウェントワース女子刑務所（ドリーン・アンダーソン〈シャリーナ・クラントン〉）
- 王の後宮（凌司正）
- キャサリン スペイン王女の華麗なる野望（リナ〈ステファニー・リービ・ジョン〉[12]）
- 賢后 衛子夫
- 後宮の涙（周太皇太妃）
- 曹操（董皇太后）
- ダーマー（グレンダ）
- TWO WEEKS（チョ・ソヒ〈キム・ヘオク〉）
- 蘭陵王（おかみ、幼い頃の斛律須達）
- ロマンスが必要2（ソン・ジェギョン）
- 私たち結婚できるかな?（イ・ドゥルレ）
- 私の恋愛のすべて（ナ・ヨンスク〈キム・ヘオク〉）

#### アニメ
- カルメン・サンディエゴ（ブラントコーチ、べラム）
- シーラとプリンセス戦士（キャスタスペラ）
- バーフバリ 失われた伝説（シヴァガミ[13][14]）
- ペット（フランスのメス犬[15]）

### デジタルコミック
- BeeTV
  - サプリ（2010年、柚木）
  - 柴田さんちのエリザベス（2011年、柴田繭太）